# PTV 250
El PTV 250 fou el primer model de microcotxe amb marca PTV fabricat per l'empresa AUSA de Manresa (Bages). Aparegut el 1956, es mantingué en producció fins a 1961, quan el Seat 600 ja feia temps que havia escombrat tota la petita producció d'aquesta mena d'automòbils. Era un descapotable de dues places (2/3 segons la publicitat de l'època) amb motor posterior monocilíndric de 250 cc, del qual se'n feren dues versions, amb portes i sense. En total se'n varen produir 1.100 unitats. Els preus oscil·laven entre les 44.500 i les 55.000 pessetes.
El PTV 250 fou la base d'un vehicle comercial que fabricà PTV entre 1959 i 1961, del qual se'n produïren 45 unitats. Disposaven de poca capacitat de càrrega en portar el motor darrere. També se'n va fabricar un prototipus amb motor al davant que durant anys va ser utilitzat per AUSA com a vehicle de transport.

## Característiques tècniques
- Motor: monocilíndric de dos temps en posició posterior transversal. Diàmetre x carrera: 66 x 72 mm. Cilindrada: 247 cc. Relació de compressió 6,2:1. Alimentació: Carburador Tachó monocòs de 22 mm. Potència: 11 CV a 4.500 rpm. Encès per Bobina i ruptor. Acumulador de 12 v. i 130 ampers per dinamotor.
- Transmissió: tracció posterior. Canvi: 3 velocitats i marxa enrere. Embragatge per discos múltiples en bany d'oli.
- Bastidor: suspensió davantera: Independent, amb amortidors hidràulics i suspensió posterior amb barra de tipus Panhard, amb amortidors hidràulics. Frens: Tambors a les quatre rodes per circuit hidràulic. Direcció de cargol i rosca amb atac central. Rodes: llantes de xapa de 12" i pneumàtics de 4.00 x 12.
- Carrosseria: monocasc de xapa sobre bastidor tubular d'acer. 2 places amb dipòsit de combustible de 18 litres. Batalla: 1.800 mm. Via davantera: 1.000 mm. Via posterior: 1.000 mm. Dimensions (llarg x ample x alt): 2.950 x 1.320 x 1.250 mm. Pes: 330 kg.
- Prestacions i consums: Velocitat màxima: 75 km/h i consum mig: 4,5 l/100 km.